# Гетеродинный индикатор резонанса

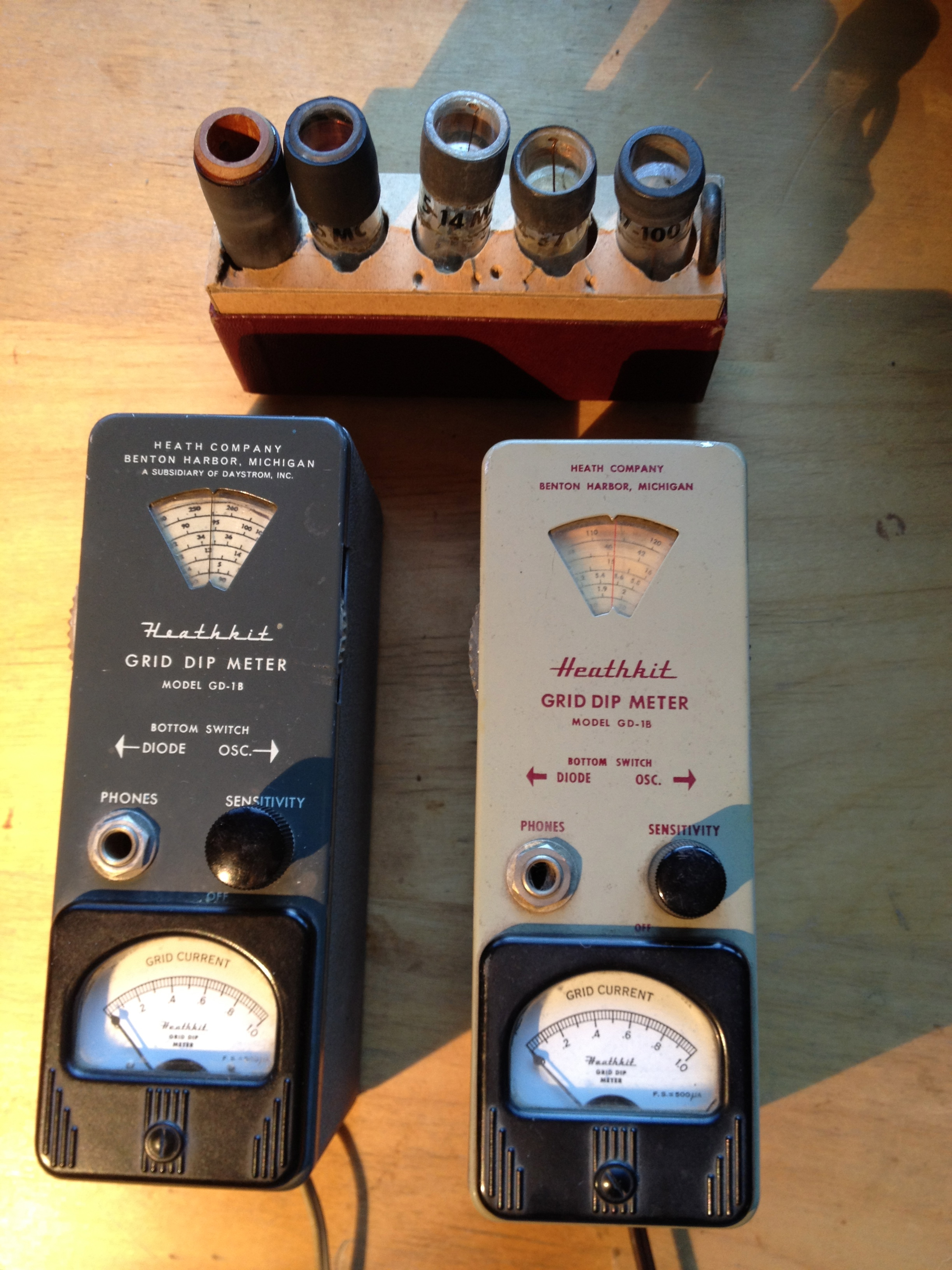
Ламповые ГИРы-волномеры 1950-х гг.

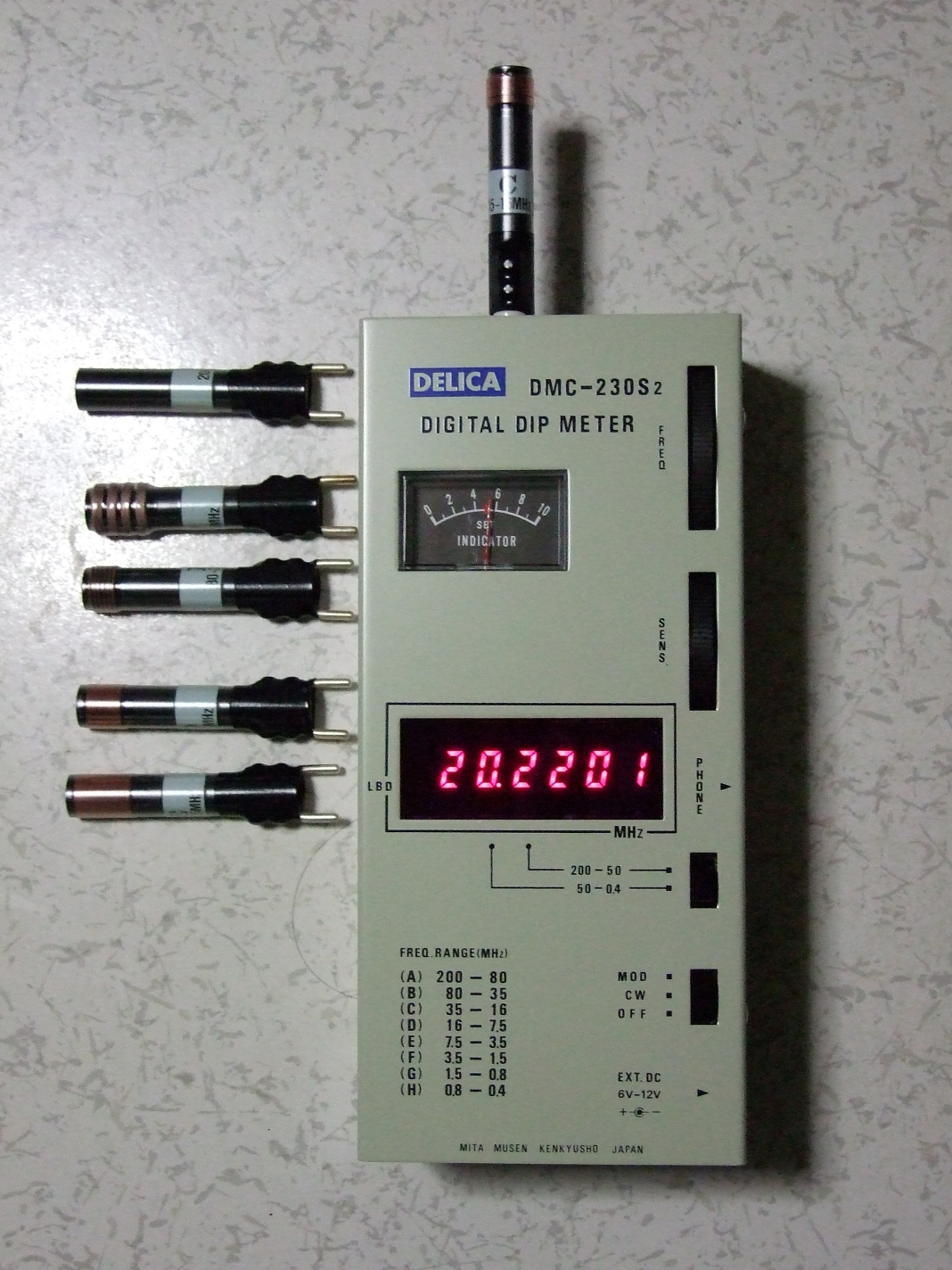
Современный ГИР с цифровым частотомером и комплектом сменных катушек

Гетеродинный индикатор резонанса (ГИР) — электронный измерительный прибор, предназначенный для определения резонансной частоты колебательных контуров в радиотехнике.
ГИР состоит из электронного генератора колебаний (гетеродина) с плавной перестройкой частоты, детектора и индикатора (любого измерителя постоянного тока, обычно микроамперметра). Принцип измерений основан на том факте, что если два близко расположенных контура настроены на одну частоту, то наблюдается максимальная отдача энергии колебаний из одного контура в другой. Чтобы определить частоту резонанса, колебательный контур ГИРа (или катушку связи) подносят к исследуемому контуру, и, изменяя частоту ГИРа, добиваются минимума показаний индикатора. Искомую частоту считывают со шкалы ГИРа.
ГИРы обычно используются для измерений на частотах от сотен килогерц до 100…250 МГц. Для перекрытия широкого диапазона они комплектуются сменными контурами. Точность измерений невысокая (погрешность может достигать 5 % и более), но достаточная для многих практических применений. Кроме того, схема и конструкция такого прибора очень просты, поэтому самодельные ГИРы очень популярны среди радиолюбителей.
ГИР можно использовать также и для других измерений. Имея эталонную катушку индуктивности или конденсатор, можно измерять ёмкости или индуктивности соответственно. Для этого из испытуемого и эталонного элемента собирают колебательный контур, измеряют его резонансную частоту и рассчитывают искомую ёмкость или индуктивность по формуле Томсона. Для измерения частоты излучаемого радиосигнала срывают генерацию гетеродина (ГИР превращается фактически в радиоприёмник прямого усиления) и настраивают контур ГИРа по максимуму показаний индикатора (режим волномера, конструктивно предусмотренный в большинстве приборов). Если после детектора ГИРа вместо измерителя постоянного тока включить усилитель низкой частоты с громкоговорителем, прибор можно использовать как гетеродинный частотомер. В некоторых ГИРах есть возможность модулировать сигнал гетеродина звуковой частотой, что превращает ГИР в генератор сигналов для проверки радиоприёмников.